# Akira Jimbo

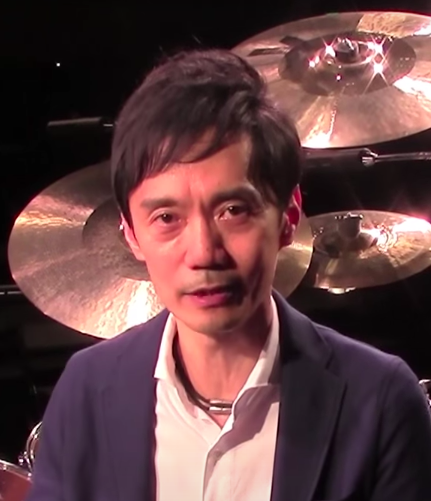
Akira Jimbo (2015)

Akira Jimbo, auch bekannt als Akira Jinbo (jap. 神保 彰, Jimbo Akira; * 27. Februar 1959 in Tokio) ist ein japanischer Jazzfusion-Schlagzeuger, der für seine Kombination aus Drumpads und akustischen Trommeln bekannt ist. Neben seiner Soloarbeit ist er auch Schlagzeuger der japanischen Jazzfusion-Band Casiopea und war Mitglied verschiedener Projekte mit anderen Musikern, u. a. Keiko Matsui, Shambara und Bassist Brian Bromberg.

## Biografie
Akira Jimbo fing mit 17 Jahren an Schlagzeug zu spielen und trat kurz darauf der Light Music Society Big Band der Keiō-Universität bei. Bekannt wurde er mit der Band Casiopea, in der von 1979 bis 1989 Mitglied war. 1997 kehrte er zur Band zurück und nimmt zurzeit wieder mit Casiopea auf.
Während seiner Solokarriere formierte er 1989 das Duo Jimsaku zusammen mit Casiopeas Bassisten Tetsuo Sakurai. Aktuell bildet er zusammen mit Hiroyuki Noritake (Schlagzeuger von T-Square) das Schlagzeug-Duo Synchronized DNA und hat diverse Konzerte zusammen mit Casiopea gegeben.
Akira Jimbo hat einen einzigartigen Stil, den er in seinen Schlagzeug-Videos demonstriert. Er ist in der Lage, durch jahrelange Übung alle vier Gliedmaßen unabhängig voneinander zu bewegen und kann so selbst komplizierteste Rhythmen einwandfrei spielen. Selbst nennt er diese Fähigkeit Four Way Independence.
Er benutzt das DTX (drum triggering system) und ist dadurch in der Lage mit einem vollen Band-Klang ohne Playback zu spielen.
1999 wurde er vom britischen Schlagzeugmagazin Rhythm zum zweit-bekanntesten Schlagzeuger gewählt. Im Juni 2000 bekam er als erster asiatischer Schlagzeuger eine Titelstory im Magazin Modern Drummer. Er trat auch 2000 auf dem Modern Drummers Festival auf.
Auch in 2000 gründete er zusammen mit DJ Kay Nakayama das Musikprojekt "Intelligent Jazz". Dort wurden reale Jazzklänge mit elektronischen Klängen vermischt. Sie traten u. a. mit Trompetern Terumasa Hino und Toshinori Kondō sowie Gitarrist Kazumi Watanabe. 2008 tourte er in drei Monaten durch 80 Städte in Japan als Ein-Mann-Orchester.
Er hat an der Entwicklung der neuen K Custom Hybrid Becken Serie von Zildjian mitgearbeitet.

## Diskografie (Auswahl)

### Schlagzeug-Videos
- Metamorphosis (1992)
- Pulse (1995)
- Independence  (1998)
- Evolution (1999)
- Wasabi (2003)
- Fujiyama (2003)
- Solo Drums Performance 1 (2004)
- Solo Drums Performance 2 (2004)
- Solo Drums Performance 3 (2005)
- Synchronized DNA Double Drums Performance 1 (2005)
- Synchronized DNA Double Drums Performance 2 (2006)
- Solo Drums Performance 4 (2007)
- Solo Drums Performance 5 (2008)

### Soloalben
- Cotton (1986)
- Palette (1989)
- Jimbo (1990)
- Slow Boat (1991)
- Lime Pie (1993)
- Rooms By The Sea (1995)
- Panama Man (1995)
- Flower (1997)
- Stone Butterfly (1997)
- Brombo! (2003) mit Bassist Brian Bromberg
- Brombo 2!! (2004) mit Bassist Brian Bromberg
- GET UP! (2008)

## Schlagzeug
Akira Jimbo benutzt Yamaha Trommeln und Zildjian Becken, zusammen mit Yamaha-E-Drum-Triggern. Er ist in der Lage, eine große Anzahl von verschiedenen Klängen und Stilen mit seinem Drumset zu erzeugen.
Akustische Trommeln:

WSD-13AJ 13"x7" Snare Drum,

Akira Jimbo Sig. Series,

WBD-1022T 22"x18" Bass Drum,

WTT-1008 8"x8" Tom,

WTT-1010 10"x9" Tom,

WTT-1012 12"x10" Tom,

WTT-1014 14"x12" Tom,

WTT-1016 16"x14" Tom,

Alex Acuna Sig. Series TM13AA 13" Timbale,

Alex Acuna Sig. Series TM14AA 14" Timbale,

Hardware:

CH-745 Cymbal Holder (5×),

CS-945 Cymbal Stand (3×),

DS-1100 Hydraulic Drum Stool,

CSAT-924 Cymbal Stand Attachment (3×),

DFP-9310 Double Foot Pedal,

HS-1000 Hi-hat Stand,

SS-940 Snare Drum Stand,

TH-945 Double Tom Holder (3×),

WS-940 Double Tom Stand (4×),

Electronic Drums:

DXT2SU DTXTREME2S Drum Trigger Module,

TP65S Electronic 3 Zone Pad (6×),

DT20 Drum Trigger (6×)